# Endocarditis trombótica no bacteriana
La endocarditis trombótica no bacteriana, también llamada endocarditis marántica, es una enfermedad del corazón que se caracteriza por la presencia en el endocardio que recubre las válvulas cardíacas de vegetaciones que están formadas por la acumulación de fibrina y plaquetas, sin  que exista infección, lo que la diferencia de otros tipos de endocarditis como la endocarditis infecciosa. Suele asociarse a estados de hipercoagulabilidad y otras enfermedades, entre ellas diferentes tipos de cáncer, enfermedades autoinmunes como el lupus eritematoso sistémico, trastornos debilitante crónicos como la tuberculosis, y alteraciones previas de las valvulas cardíacas por fiebre reumática. Se caracteriza por presentar como complicación fenómenos de tromboembolismo, sobre todo a nivel cerebral. La mortalidad de la afección es alta por complicaciones graves, entre ellas embolia cerebral, tromboembolismo pulmonar, embolia renal, embolia en el bazo y en las extremidades inferiores.